# Vicariato apostolico delle Isole Comore
Il vicariato apostolico delle Isole Comore (in latino: Vicariatus Apostolicus Insularum Comorensium) è una sede della Chiesa cattolica immediatamente soggetta alla Santa Sede. Nel 2022 contava 6.546 battezzati su 1.145.209 abitanti. È retto dal vescovo Charles Mahuza Yava, S.D.S.

## Territorio
Il vicariato apostolico si estende sulle isole dello stato di Comore (Grande Comore, Anjouan, Mohéli) e sull'isola di Mayotte, dipendente dalla Francia.
Il territorio è suddiviso in 5 parrocchie, fra cui la parrocchia di Santa Teresa del Bambin Gesù sull'isola di Grande Comore e la parrocchia Nostra Signora di Fatima su Mayotte.
I cattolici sono tutti stranieri, perché tutti gli abitanti delle Isole Comore sono musulmani. Nelle Isole Comore sono residenti circa 500 stranieri cattolici, mentre a Mayotte i cattolici sono circa 2000, di cui 500 creoli provenienti dall'isola di Riunione e dal Madagascar.

## Storia
L'amministrazione apostolica delle Isole Comore fu eretta il 5 giugno 1975 con il decreto Quo aptius della Congregazione per l'Evangelizzazione dei Popoli, ricavandone il territorio dalla diocesi di Ambanja.
Il 1º maggio 2010 l'amministrazione apostolica è stata elevata a vicariato apostolico con la bolla Divini Salvatoris di papa Benedetto XVI.
L'evangelizzazione nelle Comore è stata compiuta in passato dai Cappuccini; diminuendo il numero del personale, dal 1998 la missione è affidata ai missionari Salvatoriani.

## Cronotassi dei vescovi
Si omettono i periodi di sede vacante non superiori ai 2 anni o non storicamente accertati.
- Léon-Adolphe Messmer, O.F.M.Cap. † (5 giugno 1975 - 2 maggio 1980 ritirato)
- Jean Berchmans Eugène Jung, O.F.M.Cap. † (2 maggio 1980 - 1983 deceduto)
  - Sede vacante (1983-1998)
- Jan Szpilka, S.D.S. (1º aprile 1998 - 6 giugno 2006 dimesso)
- Jan Geerits, S.D.S. (6 giugno 2006 - 1º maggio 2010 dimesso)
- Charles Mahuza Yava, S.D.S., dal 1º maggio 2010

## Statistiche
Il vicariato apostolico nel 2022 su una popolazione di 1.145.209 persone contava 6.546 battezzati, corrispondenti allo 0,6% del totale.
| anno | popolazione | popolazione | popolazione | presbiteri | presbiteri | presbiteri | presbiteri                | diaconi | religiosi | religiosi | parrocchie |
| anno | battezzati  | totale      | %           | numero     | secolari   | regolari   | battezzati per presbitero | diaconi | uomini    | donne     | parrocchie |
| ---- | ----------- | ----------- | ----------- | ---------- | ---------- | ---------- | ------------------------- | ------- | --------- | --------- | ---------- |
| 1980 | 1.300       | 330.000     | 0,4         | 4          | 1          | 3          | 325                       |         | 3         | 3         |            |
| 1990 | 2.800       | 480.000     | 0,6         | 2          |            | 2          | 1.400                     |         | 2         | 7         | 2          |
| 1999 | 2.000       | 669.500     | 0,3         | 3          |            | 3          | 666                       |         | 4         | 4         | 2          |
| 2000 | 2.000       | 669.500     | 0,3         | 3          |            | 3          | 666                       |         | 3         | 4         | 2          |
| 2001 | 2.000       | 687.758     | 0,3         | 4          | 1          | 3          | 500                       |         | 3         | 4         | 2          |
| 2002 | 2.073       | 722.145     | 0,3         | 4          | 1          | 3          | 518                       |         | 4         | 4         | 2          |
| 2003 | 2.075       | 725.395     | 0,3         | 3          | 1          | 2          | 691                       |         | 3         | 4         | 2          |
| 2004 | 4.300       | 907.000     | 0,5         | 4          | 1          | 3          | 1.075                     |         | 4         | 4         | 2          |
| 2007 | 6.300       | 975.165     | 0,6         | 3          |            | 3          | 2.100                     |         | 5         | 4         | 2          |
| 2010 | 6.000       | 800.000     | 0,7         | 6          |            | 6          | 1.000                     |         | 2         | 12        | 2          |
| 2014 | 7.761       | 1.081.993   | 0,7         | 7          |            | 7          | 1.108                     |         | 7         | 11        | 3          |
| 2017 | 7.970       | 1.153.960   | 0,7         | 7          |            | 7          | 1.138                     |         | 7         | 11        | 5          |
| 2020 | 9.150       | 1.142.416   | 0,8         | 8          | 2          | 6          | 1.143                     |         | 7         | 11        | 5          |
| 2022 | 6.546       | 1.145.209   | 0,6         | 6          |            | 6          | 1.091                     |         | 7         | 11        | 5          |